# 新疆火烧兰
新疆火烧兰（学名：Epipactis palustris）为兰科火烧兰属下的一个种。

## 扩展阅读
- 維基物種上的相關：新疆火烧兰